# Vera Miles
Vera Miles (* 23. August 1930 als Vera June Ralston in Boise City, Oklahoma) ist eine ehemalige US-amerikanische Schauspielerin. Berühmt wurde sie durch ihre Rollen in Filmen von Alfred Hitchcock (Der falsche Mann und Psycho) sowie John Ford (Der Schwarze Falke und Der Mann, der Liberty Valance erschoß).

## Leben
Vera Miles wuchs in Kansas auf. Sie schaffte den Sprung nach Hollywood über die Miss Kansas-Wahl 1948. Sie hatte zunächst einen Filmvertrag bei Republic Pictures, wo jedoch mit Vera Ralston eine Schauspielerin gleichen Namens unter Vertrag stand. Daraufhin nahm sie als Künstlernamen den Namen ihres damaligen Ehemanns, des Stuntmans Bob Miles, an. Unterbrochen wurde ihre Filmkarriere durch die Geburt zweier Kinder. Während der Dreharbeiten zu Tarzan und der schwarze Dämon lernte sie den Schauspieler Gordon Scott kennen, worauf sie sich scheiden ließ und 1956 in zweiter Ehe Scott heiratete. Nachdem sie bis dahin nur kleinere Rollen in eher unbedeutenden Filmen gehabt hatte, besetzte sie John Ford 1956 für die weibliche Hauptrolle in seinem Westernepos Der Schwarze Falke. Sechs Jahre später spielte sie nochmals unter Regie von Ford die Rolle der Kellnerin Hallie in Der Mann, der Liberty Valance erschoß, um deren Liebe im Verlaufe des Filmes sowohl John Wayne als auch James Stewart buhlen. Sowohl Der schwarze Falke als auch Liberty Valance wurden zu Klassikern und gelten als Meisterwerke.
Nachdem Grace Kelly wegen ihrer Ehe mit Fürst Rainer nicht mehr für den Film zur Verfügung gestanden hatte, war Alfred Hitchcock auf der Suche nach einer neuen Hauptdarstellerin für seine Filme. Hitchcock fand sie in Miles, als sie die weibliche Hauptrolle in der ersten Episode von Alfred Hitchcock Presents spielte. Anschließend verkörperte sie 1956 die weibliche Hauptrolle in Hitchcocks Drama Der falsche Mann. Hitchcock hatte Miles 1958 bereits fest für Vertigo vorgesehen, dies wurde durch eine Schwangerschaft verhindert, sodass Kim Novak zu Hitchcocks Unzufriedenheit die Hauptrolle in Vertigo spielen musste. Hitchcock besetzte Vera Miles nochmals 1960 in seinem Thriller Psycho, wo sie in der Rolle der Lila Crane das mysteriöse Verschwinden ihrer Schwester aufklären will. 1960 ließ sie sich von Scott scheiden und heiratete im selben Jahr den Schauspieler Keith Larsen. In den 1960er- und 1970er-Jahren war sie in einer Reihe von Walt-Disney-Filmen zu sehen.
In späteren Jahren spielte sie in einer Reihe von Pilotfilmen verschiedener Fernsehserien, darunter Auf der Flucht,  The Outer Limits, Tennisschläger und Kanonen, Cannon, Columbo (Ein Hauch von Mord) sowie Owen Marshall – Strafverteidiger.  1982 spielte sie in der Fortsetzung Psycho II noch einmal die Rolle der Lila Crane. Ihren letzten Filmauftritt hatte sie 1995 in Separate Lives – Tödliches Doppelleben an der Seite von James Belushi, danach zog sie sich ins Privatleben zurück. 
Miles war viermal verheiratet, alle Ehen wurden geschieden. Sie ist Mutter von vier Kindern. Heute lebt sie zurückgezogen im kalifornischen Palm Desert und lehnt öffentliche Auftritte ab. 
2012 wurde der Film Hitchcock von Sacha Gervasi gedreht. Der Film schildert die Dreharbeiten zu Psycho. Miles wird hier von Jessica Biel dargestellt.

## Filmografie (Auswahl)

### Kino- und Fernsehfilme
- 1950: So ein Pechvogel (When Willie Comes Marching Home)
- 1951: Drei Frauen erobern New York (Two Tickets to Broadway)
- 1952: Grausame Richter (For Men Only)
- 1953: Der brennende Pfeil (The Charge at Feather River)
- 1953: Ein Herz aus Gold (So Big)
- 1954: Pride of the Blue Grass
- 1955: Tarzan und der schwarze Dämon (Tarzan’s Hidden Jungle)
- 1955: Wichita
- 1956: Der Schwarze Falke (The Searchers)
- 1956: 23 Schritte zum Abgrund (23 Paces to Baker Street)
- 1956: Herbststürme (Autumn Leaves)
- 1956: Der falsche Mann (The Wrong Man)
- 1957: Schöne Frauen, harte Dollars (Beau James)
- 1959: Hinter diesen Mauern (Beyond This Place)
- 1959: Hochverrat mit Hindernissen (A Touch of Larceny)
- 1960: Jovanka und die anderen (Jovanka e le altre)
- 1960: Psycho
- 1961: Endstation Paris (Back Street)
- 1962: Der Mann, der Liberty Valance erschoß (The Man Who Shot Liberty Valance)
- 1964: Der Tiger ist los (A Tiger Walks)
- 1964: Einbahnstraße in den Tod (The Hanged Man, Fernsehfilm)
- 1965: Diese Calloways (Those Calloways)
- 1966: Vierzig Draufgänger (Follow Me, Boys!)
- 1967: The Spirit Is Willing
- 1967: Der Sanfte Ben (Gentle Giant)
- 1968: Kona Coast
- 1968: Hängt den Verräter (Sergeant Ryker)
- 1968: Die grünen Teufel (The Green Berets)
- 1968: Die Unerschrockenen (Hellfighters)
- 1970: Rauhes Land (The Wild Country)
- 1971: Der Stich ins Wespennest (Cannon, Fernsehfilm)
- 1972: Die Tödliche Vision (Baffled!, Fernsehfilm)
- 1972: Molly und der Gesetzlose (Molly and Lawless John)
- 1973: Ein Kamel im Wilden Westen (One Little Indian)
- 1974: Südsee-Cowboy (The Castaway Cowboy)
- 1976: Richter Hortons größter Fall (Judge Horton and the Scottsboro Boys, Fernsehfilm)
- 1977: Horizont in Flammen (Fire!, Fernsehfilm)
- 1977: Juanitos großer Freund (Run for the Roses)
- 1982: Labyrinth der Monster (Mazes and Monsters, Fernsehfilm)
- 1982: Brain Check – Das andere ich (Brainwaves)
- 1983: Psycho II (Psycho II)
- 1984: Blutweihe (The Initiation)
- 1985: Kopfüber in die Nacht (Into the Night)
- 1989: The Hijacking of the Achille Lauro (Fernsehfilm)
- 1995: Separate Lives – Tödliches Doppelleben (Separate Lives)

### Fernsehserien
- 1955–1965: Alfred Hitchcock präsentiert (Alfred Hitchcock Presents, drei Folgen)
- 1959: Twilight Zone (The Twilight Zone, Folge „Spiegelbilder“)
- 1959: Tausend Meilen Staub (Rawhide eine Folge)
- 1960: Startime: Zwischenfall an der Ecke (Incident at a Corner, Fernsehfilm)
- 1960: Am Fuß der blauen Berge (Laramie, eine Folge)
- 1962: Kein Fall für FBI (The Detectives, zwei Folgen)
- 1963: Auf der Flucht (The Fugitive, eine Folge)
- 1963–1970: Die Leute von der Shiloh Ranch (The Virginian, drei Folgen)
- 1964: The Outer Limits (eine Folge)
- 1965: Meine drei Söhne (My Three Sons, drei Folgen)
- 1966: Solo für O.N.C.E.L. (The Man from U.N.C.L.E., zwei Folgen)
- 1966, 1971: Bonanza (zwei Folgen)
- 1968–1970: The Name of the Game (drei Folgen)
- 1968–1971: Der Chef (Ironside, drei Folgen)
- 1969: FBI (The F.B.I., eine Folge)
- 1969: Mannix (eine Folge)
- 1970: Rauchende Colts (Gunsmoke, eine Folge)
- 1970, 1973: Dr. med. Marcus Welby (Marcus Welby, M.D., zwei Folgen)
- 1971: Hawaii Fünf-Null (Hawaii Five-O, eine Folge)
- 1971: Alias Smith und Jones (Alias Smith and Jones, eine Folge)
- 1971, 1973: Owen Marshall – Strafverteidiger (Owen Marshall: Counselor at Law, zwei Folgen)
- 1972, 1975: Cannon (zwei Folgen)
- 1973: Columbo: Ein Hauch von Mord (Lovely but Lethal, Fernsehreihe)
- 1975: Die Straßen von San Francisco (The Streets of San Francisco, eine Folge)
- 1976: Abenteuer der Landstraße (Movin’ On, eine Folge)
- 1977: Barnaby Jones (Folge 6x09)
- 1978: Fantasy Island (eine Folge)
- 1980: Buck Rogers (Buck Rogers in the 25th Century, eine Folge)
- 1981: Magnum (Magnum, p.i., Folge 2x09 Spiel mit dem Tod)
- 1982–1984: Love Boat (The Love Boat, Fernsehserie, vier Folgen)
- 1983: Unsere kleine Farm (Little House on the Prairie, eine Folge)
- 1984–1987: Hotel (Fernsehserie, vier Folgen)
- 1985–1991: Mord ist ihr Hobby (Murder, She Wrote, drei Folgen)
- 1988: Simon & Simon (eine Folge)

## Auszeichnungen
- 1960: Star auf dem Hollywood Walk of Fame
- 1963: Bronze Wrangler Award für Der Mann, der Liberty Valance erschoß (geteilt mit Kollegen)